# Бернак (Тарн)
Берна́к (фр. и окс. Bernac) — коммуна во Франции, находится в регионе Юг — Пиренеи. Департамент — Тарн. Входит в состав кантона Дё-Рив. Округ коммуны — Альби.
Код INSEE коммуны — 81029.

## География
Коммуна расположена приблизительно в 550 км к югу от Парижа, в 65 км северо-восточнее Тулузы, в 11 км к западу от Альби.

## Климат
Климат умеренно-океанический. Зима мягкая и дождливая, лето жаркое с частыми грозами. Ветры довольно редки.

## Население
Население коммуны на 2010 год составляло 174 человека.
| 1962 | 1968 | 1975 | 1982 | 1990 | 1999 | 2010 |
| ---- | ---- | ---- | ---- | ---- | ---- | ---- |
| 170  | 175  | 169  | 146  | 136  | 159  | 174  |

## Администрация
| Период | Период | Фамилия       | Партия | Примечания |
| ------ | ------ | ------------- | ------ | ---------- |
| 2001   | 2008   | Жан-Поль Пезе |        |            |
| 2008   | 2020   | Паскаль Эбрар |        |            |

## Экономика
В 2007 году среди 102 человек в трудоспособном возрасте (15—64 лет) 84 были экономически активными, 18 — неактивными (показатель активности — 82,4 %, в 1999 году было 74,0 %). Из 84 активных работали 81 человек (42 мужчины и 39 женщин), безработных было 3 (1 мужчина и 2 женщины). Среди 18 неактивных 8 человек были учениками или студентами, 7 — пенсионерами, 3 были неактивными по другим причинам.